# Three Days
Three Days (en hangul, 쓰리데이즈), titulada en español como Tres días, es una serie de televisión surcoreana de acción emitida en 2014 acerca de una conspiración contra el presidente de la República de Corea para deshacerse de él y como sus cercanos deben enfrentar este hecho en solo tres días, sin pausas y dirigidos por un agente. Está inspirada en el formato de tiempo real, presente en la serie estadounidense 24, pero prolongando en este caso la trama en 72 horas continuas (tres días).
Es protagonizada por Park Yoo Chun de la banda JYJ, Son Hyun-joo, Park Ha Sun y So Yi Hyun. Fue transmitida en su país de origen por Seoul Broadcasting System desde el 5 de marzo hasta el 1 de mayo de 2014, finalizando con una extensión de 16 episodios, emitidos cada miércoles y jueves las 21:55 (KST). La primera lectura de guion se llevó a cabo el 13 de noviembre de 2013 en el SBS Ilsan Production Center y con un presupuesto de ₩10 mil millones, se comenzó finalmente el rodaje el 26 de diciembre de 2013.
La guionista Kim Eun Hee, creadora de series como Sign (2011) y Phantom (2012), había trabajado en el concepto del programa durante más de dos años. Antes de la filmación, ya había escrito 6 episodios de 16 totales, con el fin de entregar tiempo suficiente para preparar a los actores para los personajes y la preproducción.

## Argumento
El presidente de Corea del Sur Lee Dong-hwi (Son Hyun-joo) se va de vacaciones en una villa privada. En el medio de la noche, tres disparos se escuchan, y el presidente desaparece. Sus guardaespaldas, dirigidos por el agente de élite Han Tae-kyung, tienen tres días para encontrarlo y acompañarlo con seguridad de vuelta a la Casa Azul.
En los tres días siguientes, los destinos entrelazados de aquellos que han jurado proteger al presidente, el propio presidente, su personal político, y colaboradores tienen el poder de acuerdo a sus capacidades de decidir si vive o muere.

## Reparto

### Principal
- Park Yoo Chun como Han Tae Kyun.[6]
  - Nam Da-reum como Tae-kyun de joven.
- Son Hyun-joo como Lee Dong-hwi.[7]
- Park Ha Sun como Yoon Bo Won.
- So Yi Hyun como Lee Cha Young.

### Secundario
Casa Azul
- Yoon Je-moon como Shin Kyu Jin.[8][9]
- Lee Dae Yeon como Han Ki Joon.
- Jung Il Mo como Hong Jin Soo.
- Nam Myung Ryul como Min Hyun Ki

PSS
- Jang Hyun-sung como Ham Bong-soo.
- Ahn Kil-kang como Kim Sang-hee.
- Kim Jung Hak como Moon Sung Min.
- Kim Min-jae como Hwang Yoon Jae.
- Yoo Jung Rae como Jung Rae.
- Ha Joon como Song Ha-joon, guardia presidencial.
- Jin Hyuk como Park Sang Gyu.
- Lee Chang Jin como Kim Woo Hyung.
- Park Sung-hoon como Lee Dong Sung.

Je Shin Group
- Choi Won Young como Kim Do Jin.
- Dong Ha como Yoo Han.
- David Noh como Ahn Kyung Nam.
- Jin Seon-kyu como Moon Shin-nam.
- Jung Wook como Kwon Yong Han.

Asesores especiales
- Lee Jae Yong como Choi Ji Hoon.
- Mim Sung Wook como Oh Young Min.
- Park Hyuk Kwon como Goo Ja Kwang.

Corea del Norte
- Jang Dong Jik como Lee Chul Kyu.
- Jun Jin Gi como Hwang Kyung Joon.

Funcionarios militares
- Lee Kyung Young como Kim Gi Bum.
- Jung Won Joong como Kwon Jae Yeon.
- Go In Bum como Yang Dae Ho.

### Otros
- Kim Jong-soo como Byun Tae Hoon.[10]
- Jo Hee Bong como Lee Jae Woong.
- Jang In-sub como un oficial de la policía.

Apariciones especiales
- Jo Young Jin.
- Kwon Min.
- Lee Hyun-wook como la mano derecha de Kim Do-jin.
- Darcy Paquet.
- Joo Young Ho.
- Seo Gun Woo.
- Kim Han Joon.
- Yoon Seo Hyun.
- Yoo Sang Jae.
- Hwang Gun.
- Soon Jong Hak.
- Kwon Byung Gil.

## Recepción

### Audiencia
En Azul la audiencia más baja y en rojo la más alta, correspondientes a las empresas medidoras TNms y AGB Nielsen.
| Ep. #    | Fecha de estreno    | Share        | Share        | Share       | Share       |
| Ep. #    | Fecha de estreno    | TNmS Ratings | TNmS Ratings | AGB Nielsen | AGB Nielsen |
| Ep. #    | Fecha de estreno    | Nacional     | Seúl         | Nacional    | Seúl        |
| -------- | ------------------- | ------------ | ------------ | ----------- | ----------- |
| 1        | 5 de marzo de 2014  | 12.8 %       | 16.4 %       | 11.9 %      | 12.5 %      |
| 2        | 6 de marzo de 2014  | 12.3 %       | 15.0 %       | 11.1 %      | 12.0 %      |
| 3        | 12 de marzo de 2014 | 12.5 %       | 14.8 %       | 11.7 %      | 12.9 %      |
| 4        | 13 de marzo de 2014 | 14.5 %       | 17.4 %       | 12.7 %      | 14.2 %      |
| 5        | 19 de marzo de 2014 | 13.0 %       | 15.0 %       | 12.2 %      | 14.0 %      |
| 6        | 20 de marzo de 2014 | 12.8 %       | 15.7 %       | 12.9 %      | 14.1 %      |
| 7        | 26 de marzo de 2014 | 12.4 %       | 14.9 %       | 11.3 %      | 12.5 %      |
| 8        | 27 de marzo de 2014 | 12.1 %       | 14.2 %       | 11.0 %      | 11.2 %      |
| 9        | 2 de abril de 2014  | 11.3 %       | 13.9 %       | 10.4 %      | 11.1 %      |
| 10       | 3 de abril de 2014  | 12.2 %       | 14.3 %       | 11.9 %      | 12.6 %      |
| 11       | 9 de abril de 2014  | 12.0 %       | 14.5 %       | 11.3 %      | 12.6 %      |
| 12       | 10 de abril de 2014 | 12.2 %       | 14.8 %       | 12.0 %      | 12.4 %      |
| 13       | 23 de abril de 2014 | 10.5 %       | 11.8 %       | 11.1 %      | 12.4 %      |
| 14       | 24 de abril de 2014 | 11.5 %       | 13.1 %       | 11.9 %      | 12.9 %      |
| 15       | 30 de abril de 2014 | 10.9 %       | 12.6 %       | 12.3 %      | 13.9 %      |
| 16       | 1 de mayo de 2014   | 13.2 %       | 15.4 %       | 13.8 %      | 15.9 %      |
| Promedio | Promedio            | 12.3 %       | 14.6 %       | 11.8 %      | 13.0 %      |

## Premios y nominaciones
| Año  | Categoría                            | Premio          | Nominado       | Resultado |
| ---- | ------------------------------------ | --------------- | -------------- | --------- |
| 2014 | Special Award, Actor in a Miniseries | SBS Drama Award | Jang Hyun-sung | Nominado  |

## Emisión internacional
- Birmania: MRTV-4 (2014).
- Canadá: Fairchild Television (2016).
- Estados Unidos: Sky Link TV (2014).
- Hong Kong: Drama Channel (2014) y J2 (2015).
- Japón: KNTV (2014).
- Macao TDM (2016).
- Malasia: Sony One TV (2014) y Astro Shuang Xing (2015).
- Singapur: Channel U (2017).
- Tailandia: PPTV (2015).
- Taiwán: SEC (2014) y Fox Taiwan (2015).